# قائمة سلالات دجاج اللحم
سلالات دجاج إنتاج اللحم، هي سلالات دجاج تربّى لإنتاج اللحم، وتتميز بمردود جيد من اللحم، كما أنّها تنمو بشكل أسرع من سلالات الدجاج البياض (بالإنجليزية: egg laying hens)، أو من السلالات الثنائية الغرض (التي تربى لإنتاج اللحم والبيض معاً).
سلالات إنتاج اللحم تتميز بالحجم الكبير، وبمعدلات نمو سريعة عن الدجاج البياض، وغالبا ماتكون فيها نسبة التحويل الغذائي مرتفع.
سلالات إنتاج اللحم غالباً مايصل إلى وزن التسويق ما بين 3.5 إلى 5 كغ.
وهذه قائمة ويكيبيدية لأشهر سلالات إنتاج اللحم في عالم الدواجن.

## القائمة
معظم المزارع والضيعات الفلاحية تربي سلالات ثنائية الغرض لإنتاج اللحوم والبيض. أو ثلاثية الغرض ما بين دجاج الزينة وإنتاج البيض واللحم، ولكن تربى بعض السلالات بشكل رئيسي من أجل إنتاج اللحوم، من أشهرها:

### دجاج إنتاج اللحم في المقام الأول
- سلالات لاحمة في المقام الأول (رئيسية):

| الاسم              | صورة | ملاحظات |
| ------------------ | ---- | --- |
| دجاج بريس          |      | تربى دجاجة بريس للحوم بمعايير خاصة، وتربى أيضا للاستعمال المزدوج، بين اللحم وانتاج البيض أساسا، إنتاجها عالي للبيض في الظروف والعناية الجيدة، قد تصل إلى بيضة كل يوم أو بيضة كل يومين على مدار السنة. قد يصل وزن البيضة بين 60 و70غرام.      |
| دجاج آي إكس وورث   |      | دجاج آي إكس وورث بالإنجليزية:Ixworth هي سلالة إنجليزية من الدجاج المحلي الأبيض. تم تسميتها عن قرية Ixworth في سوفولك، حيث تم تهجين السلالة في عام 1932. لغرض تربيتها كسلالة لحوم عالية الجودة. وهي سريعة النمو وذات إنتاج بيض بأعداد متوسطة. |
| دجاج كورنيش        |      | سلالة نشأت في مقاطعة كورنوال في إنجلترا. هي السلالة الأكثر استخدامًا في مزارع وضيعات إنتاج لحوم الدجاج. إنها طيور ثقيلة تتميز ببنية عضلية، تضع بيضًا بني اللون.                                                                                |
| دجاج سمبور كابوركا |      | تجمع بين ارتفاع الإنتاج المزدوج للبيض واللحم، فقد يصل في بعض الأحيان في الظروف المثالية إلى 260 بيضة في السنة، علاوة على انتاج اللحم حيث تصل هذه السلالة في 6 شهور الأولى بين وزن 3.5 إلى 4 كلغ في الديك وما بين 3 إلى 3.5 لدى الدجاجة،      |
| دجاج جيرسي العملاق | من   | جيرسي العملاقة، هي سلالة أمريكية من الدجاج المحلي. تم تهجينها في مقاطعة بيرلينجتون، نيو جيرسي، في أواخر القرن التاسع عشر. كما يوحي اسمها، هي سلالة كبيرة الحجم وأضخم سلالات الدجاج، ومن أكثرها وزنا.                                         |

- سلالات لاحمة في المقام الثاني:
- دجاج بنات ذات الرقبة العارية: قد يصل وزن الديك في الظروف الجيدة إلى 3.9 كغ والدجاجة إلى 3 كغ.

## طالع
- قائمة معدل استهلاك اللحوم حسب كل دولة
- دجاج سلطان
- دجاج ذات الرقبة العارية
- دجاج حمراوي
- قائمة سلالات الدجاج